# Adam Wilhelm Moltke
Adam Wilhelm Moltke (25 de agosto de 1785–15 de febrero de 1864) fue primer ministro de Dinamarca desde 1848 hasta 1852. Fue la primera persona en ocupar el cargo de primer ministro danés tras el delineamiento de una monarquía constitucional en Dinamarca en 1848 y la posterior firma de la Constitución de Dinamarca el 5 de junio de 1849 por parte de Federico VII de Dinamarca.

## Biografía
Adam Wilhelm Moltke era nieto de Adam Gottlob Moltke, el influyente Lord Steward y camarada de Federico V de Dinamarca. Nació en Einsiedelsborg en la isla de Fionia el 25 de agosto de 1785. Pese a ser conocido como una persona humanitaria y patriarcal, no era visto como una figura política sobresaliente. A partir de 1845 fue Ministro de Finanzas y, tras la caída del último gobierno absolutista, fue despedido. Sin embargo, días más tarde se lo convenció de formar el nuevo gobierno nacional, puesto que era el líder más adecuado debido a su posición social y su postura moderada.
El gabinete creado el 22 de marzo de 1848 pasó a ser llamado el Gabinete de Marzo. Este fue reemplazado el 16 de noviembre de 1848 por el Gabinete de Noviembre, que a su vez fue reemplazado el 13 de julio de 1851 por el Gabinete de Julio, al que nuevamente se reemplazó el 18 de octubre de 1851 por el Gabinete de Octubre. El gabinete, que en un comienzo había sido conservador-liberal, se convirtió de a poco en uno más y más abiertamente conservador a causa del repliegue general de los liberales y de la presión extranjera.
El 27 de enero de 1852, Christian Albrecht Bluhme reemplazó a Moltke como primer ministro.
| Predecesor: Nuevo cargo           | Primer ministro de Dinamarca 22 de marzo de 1848 – 27 de enero de 1852             | Sucesor: Christian Albrecht Bluhme       |
| Predecesor: Nuevo cargo (?)       | Ministro de Finanzas de Dinamarca 22 de marzo de 1848 – 16 de noviembre de 1848    | Sucesor: Wilhelm Sponneck                |
| Predecesor: Nuevo cargo (?)       | Ministro de la Armada de Dinamarca 22 de marzo de 1848 – 6 de abril de 1848        | Sucesor: Christian Christopher Zahrtmann |
| Predecesor: Frederik Markus Knuth | Ministro del Extranjero de Dinamarca 16 de noviembre de 1848 – 6 de agosto de 1850 | Sucesor: Holger Reedtz                   |

- Datos: Q351178
- Multimedia: Adam Wilhelm Moltke / Q351178